# Robert Nozick
Robert Nozick (16 de novembre de 1938 - 22 de gener de 2002) fou un filòsof i professor de la Universitat Harvard. Nozick, va ensenyar a Columbia, Oxford i Princeton, va ser un prominent filòsof polític nord-americà en els anys 70 i 80, i teòric de la Filosofia del Dret. Va realitzar un addicional però menys influent treball en altres matèries tals com teoria de la decisió i epistemologia. La seva Anarquia, estat i utopia (1974) va ser una resposta liberal-llibertària a la Una teoria de la justícia de John Rawls, publicat en 1971.
Nozick va aconseguir que la filosofia política llibertària fos respectada entre els acadèmics, amb la publicació en 1974 de l'ara clàssic Anarquia, estat i utopia. Nozick parteix d'una de les principals conclusions de Rawls, segons la qual les desigualtats es justifiquen moralment mitjançant la consecució que els més desfavorits arribin a la seva millor situació possible. Per a Nozick, la distribució de béns serà positiva solament quan es basi en el consentiment de cada individu, fins i tot en cas de desigualtat. Per a articular aquest argument, apel·la a la idea kantiana que les persones no han de ser tractades de forma instrumental, sinó com un fi en si mateixes. No obstant això, la redistribució forçosa veu l'individu com una font d'ingressos (instrument).